# Час расплаты (альбом)
«Час расплаты» — дебютный альбом украинской хеви-метал группы «Фантом», который вышел на лейбле Metalism Records 1 сентября 2012 года.

## Об альбоме
альбом состоит из десяти песен, одна из которых инструментальная. «Снова вперёд!» — скоростной боевик с мелодичными гитарными проигрышами, жёсткими риффами, скоростным гитарным соло и переходящим в высокий регистр вокалом. Заглавная композиция — «Час расплаты» — содержит чёткие ритм-гитары и весёлый припев, однако необоснованные резкие смены темпа перед гитарным соло и завершающим припевом нарушают целостность эмоционального восприятия, из-за чего складывается впечатление, что песня состоит из отрывков.

## Список композиций
| №   | Название                   | Текст песни | Длительность |
| --- | -------------------------- | ----------- | ------------ |
| 1.  | «Интро»                    |             | 1:03         |
| 2.  | «Снова вперёд!»            | В. Колесник | 4:17         |
| 3.  | «Час расплаты»             | В. Колесник | 5:40         |
| 4.  | «Падший ангел»             | В. Колесник | 5:52         |
| 5.  | «В небытие»                | В. Колесник | 5:11         |
| 6.  | «Герой»                    | В. Колесник | 4:53         |
| 7.  | «Фемида»                   | В. Колесник | 5:00         |
| 8.  | «Рождённый быть свободным» | В. Колесник | 6:43         |
| 9.  | «Пророк»                   | В. Колесник | 5:22         |
| 10. | «Призрак веков»            | В. Колесник | 6:06         |

## Участники записи
- Валерий Колесник — вокал
- Александр Пензин — гитара
- Олег Коцюба — гитара
- Даниил Дерец — бас-гитара
- Максим Усёнок — ударные